# Heinrich Langwerth von Simmern

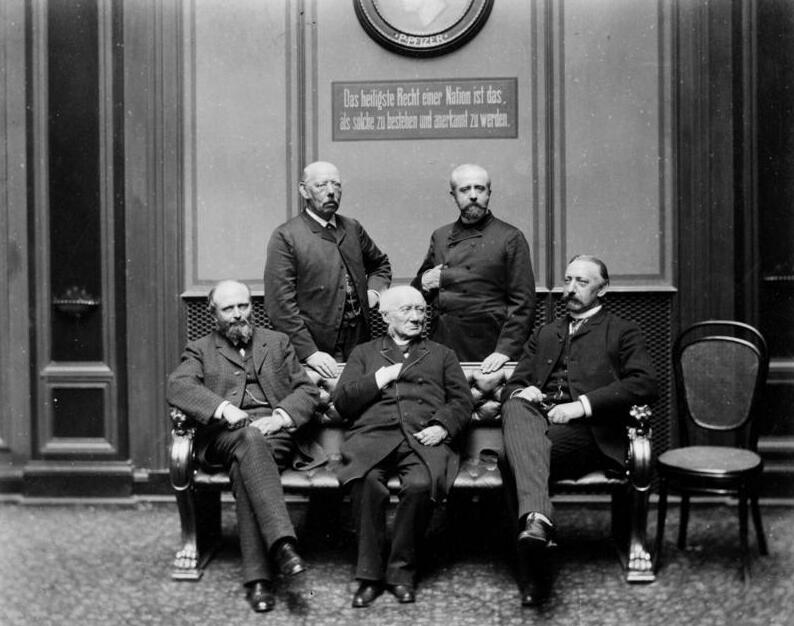
Heinrich Langwerth von Simmern (vorn links) mit dem Zentrumspolitiker Ludwig Windthorst (Mitte) im Foyer des Reichstages (1889)

Heinrich Freiherr Langwerth von Simmern (* 15. November 1833 in Hannover; † 5. August 1914 in Wichtringhausen) war ein deutscher Politiker der Welfenpartei (DHP).

## Leben
Er entstammte dem alten rheinischen Adelsgeschlecht der Langwerth von Simmern. Sein Großvater war der Brigadegeneral Ernst Eberhard Cuno Langwerth von Simmern. Seine Eltern waren der Gutsbesitzer und Major der King’s German Legion Adolf Langwerth von Simmern (1797–1846) und dessen Ehefrau Isabelle Sophie von Bülow-Bothkamp (1810–1892).
Er studierte an der Universität Heidelberg und gehörte dort dem Corps Vandalia Heidelberg an. Durch die preußische Annexion Hannovers im Anschluss an die Schlacht bei Langensalza 1866 kam er unter romantischen Aspekten zur Politik und engagierte sich für die Deutsch-Hannoversche Partei, die er von 1880 bis 1890 als Reichstagsabgeordneter vertrat. Er war ein Verfechter der großdeutschen Lösung und gilt über seine Schriften als einer der gedanklichen Wegbereiter des deutschen Föderalismus. Daneben vertrat Heinrich Langwerth von Simmern auf allen Ebenen die Idee des Korporatismus, die heute im Gedankengut des Self-Governments aktuell fortlebt.
Der Botschafter Ernst Langwerth von Simmern war sein Sohn.

## Schriften
- Für Österreich. 1866.
- Der „Hannöversche Particularismus“. 1867.
- Von 1806 bis 1866. Zur Vorgeschichte des neuen Deutschen Reiches. 1872.
- Österreich und das Reich im Kampf mit der Französischen Revolution, Von 1790–97. 2 Bände, 1880.
- Die deutsch-hannoversche Partei und das Rechtsprincip. 1882.
- Die deutsch-hannoversche Partei und die Braunschweiger Frage. 1885.
- Aus der Mappe eines verstorbenen Freundes (Friedrich von Klinggräff). B. Behrs Verlag, Berlin 1891/93.
- Aus meinem Leben - Erlebtes und Erdachtes. 2 Bände, 1898.
- Aus Krieg und Frieden. 1906.
- Familiengeschichte der Freiherren Langwerth von Simmern. 1909.